# Josef Obeth
Josef Obeth (15. července 1874, osada Terezín, Mikulovice – 18. září 1961, Säckingen, SRN), slezský sochař a restaurátor německé národnosti. Byl významným tvůrcem pomníků, reliéfů a plastik působícím především na Moravě a ve Slezsku.

## Život
Otec Josefa Obetha, František Obeth byl mistrem v kamenolomu, jeho matka pocházela ze selské usedlosti v Kolnovicích. Malý Josef navštěvoval otce na jeho pracovišti a postupně se naučil základům kamenické práce. Projevil svůj talent a stal se jedním z prvních žáků právě otevírané Zemské odborné školy pro zpracování mramoru v Supíkovicích. Odtud odešel s podporou místních mecenášů studovat do Vídně. Zde na Akademii výtvarných umění ukončil studium v roce 1897.
Profesní dráhu sochaře začal získáním zakázky na realizaci skulptury Vidění sv. Františka pro gymnaziální kostel sv. Františka z Assisi ve Vidnavě v roce 1898. Významný předěl v jeho životě nastal, když zvítězil ve veřejné soutěži na provedení pomníku zakladatele moderní vodoléčby Vincenze Priessnitze umístěného ve Smetanových sadech v Jeseníku. Po dokončení monumentálního Priessnitzova sousoší přibývaly Obethovi zakázky a proto založil spolu s podnikatelem J. Klosem dílnu a ateliér ve Velké Kraši. Z tohoto období je také mramorový oltář Neposkvrněného početí P. Marie v Dolním Údolí. Socha P. Marie s mírně skloněnou hlavou jakoby vystupuje z masivu secesního oltáře, nad nímž se vznáší holubice – symbol Ducha svatého.
Mezi Obethovy významné práce dále patří pomník J. G. Mendela v parku v Novém Jičíně, fasáda Obchodní a živnostenské komory (dnes Knihovna Petra Bezruče) v Opavě, památníky obětem války, hrobka Elsnerů ve Skorošicích a jiné. Mezi jeho drobné práce patří pamětní desky. V hradební zdi zámku v polském Otmuchově je osazen portrétní plochý reliéf svobodného pána Wilhelma von Humboldt, pamětní deska prof. Dr. A. Lorenze ve Vidnavě je ukázkou vysokého reliéfu právě tak jako poslední práce Josefa Obetha, pamětní deska jeho přítele, německého politika Otto Bischofa.
Manželé Obethovi Josef a Anna byli odsunutí v červnu 1946. V Německu Josef Obeth sehnal místo restaurátora soch v norimberském muzeu. V roce 1953 se přestěhoval za svojí dcerou do Säckingenu, kde přes svůj vysoký věk stále ještě tvořil. Josef Obeth zemřel po krátké nemoci ve věku 87 let. Je pohřben v Säckingenu.

## Dílo
Dosud je známo asi 160 děl Josefa Obetha. Specifickou oblastí jeho tvorby je velký počet pomníků obětem 1. světové války, jichž vytvořil celkem 31, z nichž bylo ovšem 8 po roce 1945 zničeno.
- Vidění sv. Františka, (mramor a dřevo), Vidnava, gymnaziální kostel sv. Františka z Assisi (1898)
- Mariánský sloup, Žulová, náměstí (1899), 50.3091325N, 17.1000883E
- Pomník Vincence Priessnitze, (mramor), Jeseník, Smetanovy sady (1902–1909), 50.2293917N, 17.2130381E
- Neposkvrněné početí P. Marie - oltář, (mramor), Dolní Údolí, kostel sv. Acháce (1908)
- Památník třiceti padlým židovským vojákům,obětem 1. světové války  (Brána smrti), Boskovice, židovský hřbitov (1922)
- Pomník obětem 1. světové války v Suché Rudné, (žula), Suchá Rudná (1922)
- Pomník obětem 1. světové války v Moravici, (pískovec), Moravice (1922, restaurováno 2005)
- Pomník obětem 1. světové války v Opavici, Město Albrechtice (1922)
- Pomník obětem 1. světové války v Mnichově, (žula a mramor), Vrbno pod Pradědem, část Mnichov (1923)
- Pomník obětem 1. světové války v Dolních Dunajovicích, (zdevastováno), Dolní Dunajovice (1923)
- Philo vom Walde, památník slezského básníka Johanna Reinelta, (žula a mramor), Głubczyce - Polsko (1923)
- Hrobka velmistrů Řádu německých rytířů, (mramor), Bruntál, hřbitov (asi 1925)
- Hrob Friedy Sautner, Javorník, hřbitov (asi 1925)
- Im Spiegel der Schöpfung (V zrcadle stvoření), sousoší - pomník Johanna Gregora Mendela, (žula a mramor), Nový Jičín, Smetanovy sady (1929–1931)
- Mauzoleum Adolfa Langra, Libina (1934)
- Pamětní deska Dr. Adolfa Lorenze, (mramor) Vidnava (1935)
- Pamětní deska Otto Bischofa, Rheinfelden - SRN, Gewerbeschule (1960)

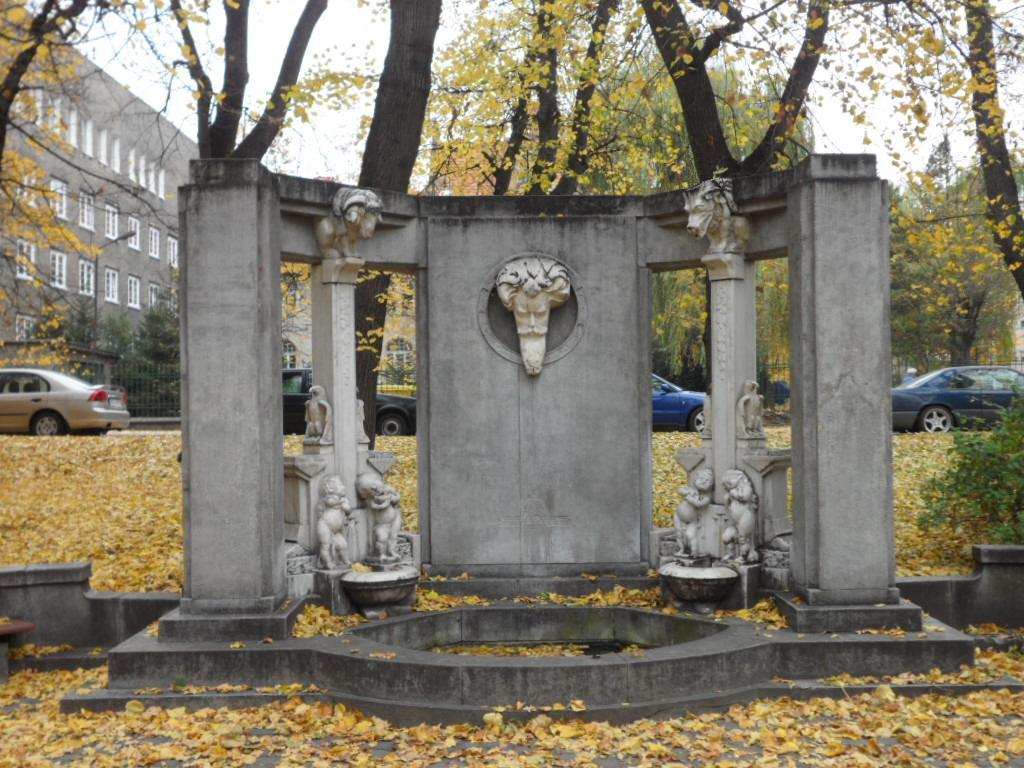
Památník básníka Johanna Reinelta Głubczyce
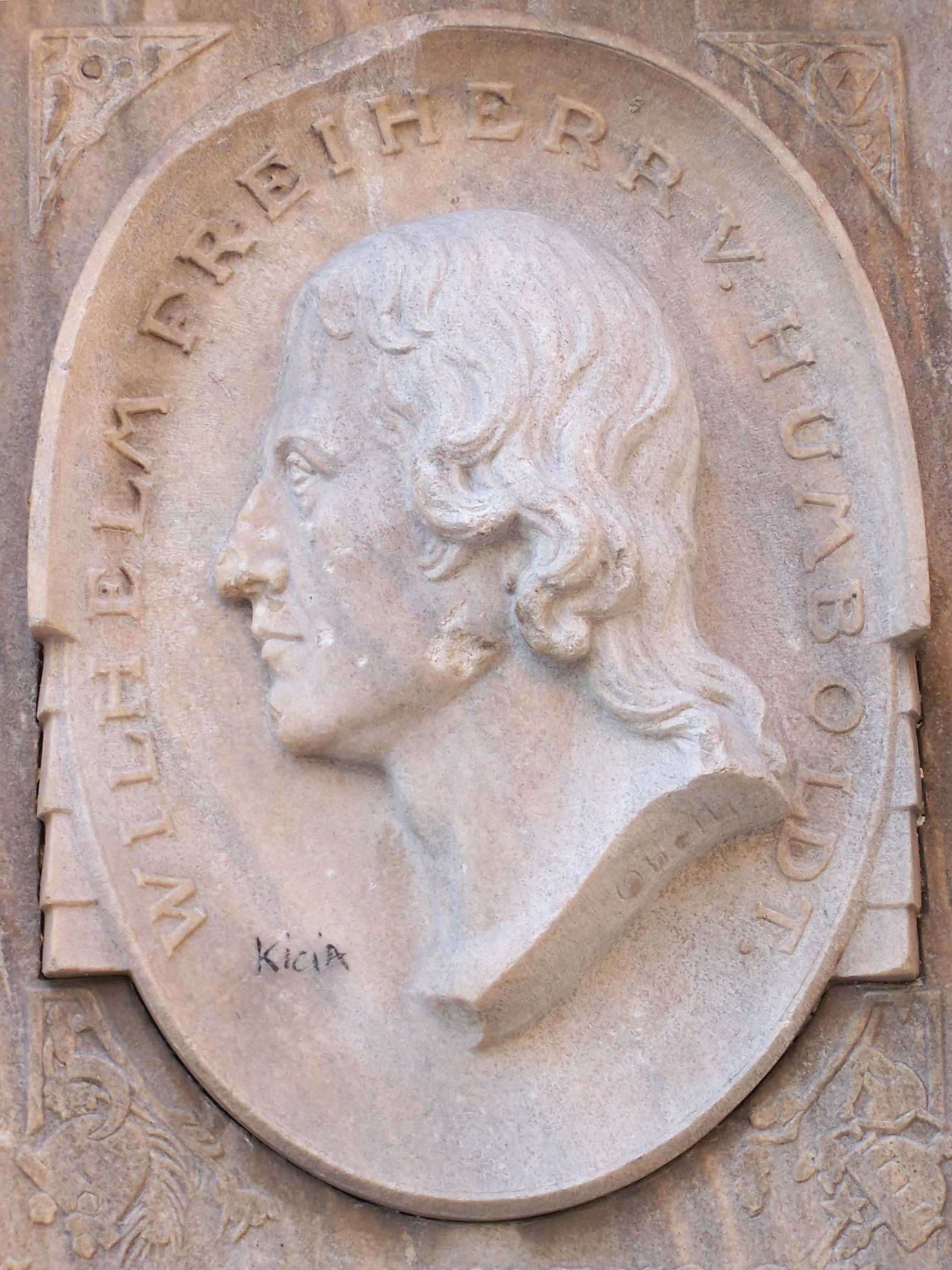
Pamětní deska Wilhelma von Humboldt zámek Otmuchów
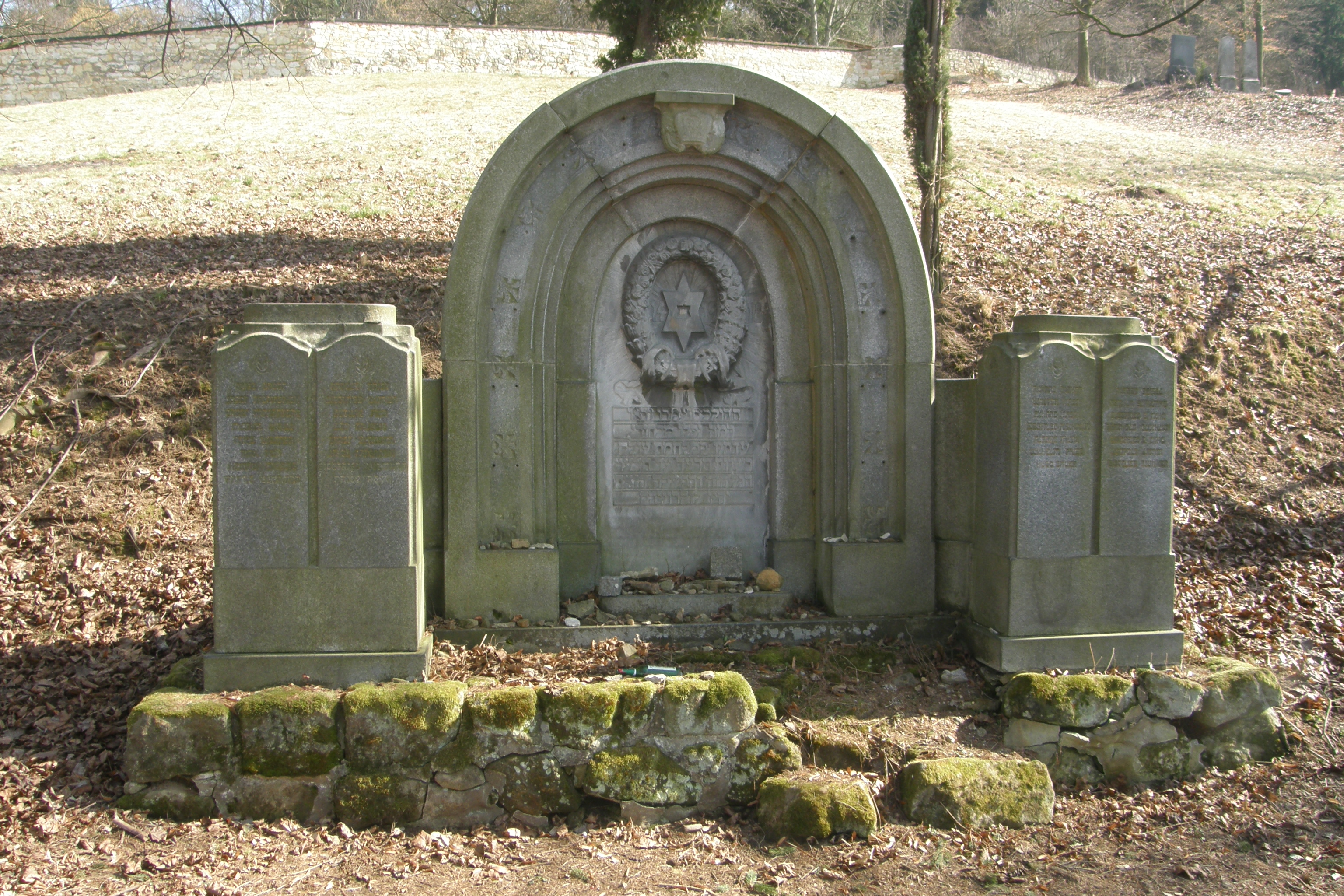
Památník padlým židovským vojákům Boskovice
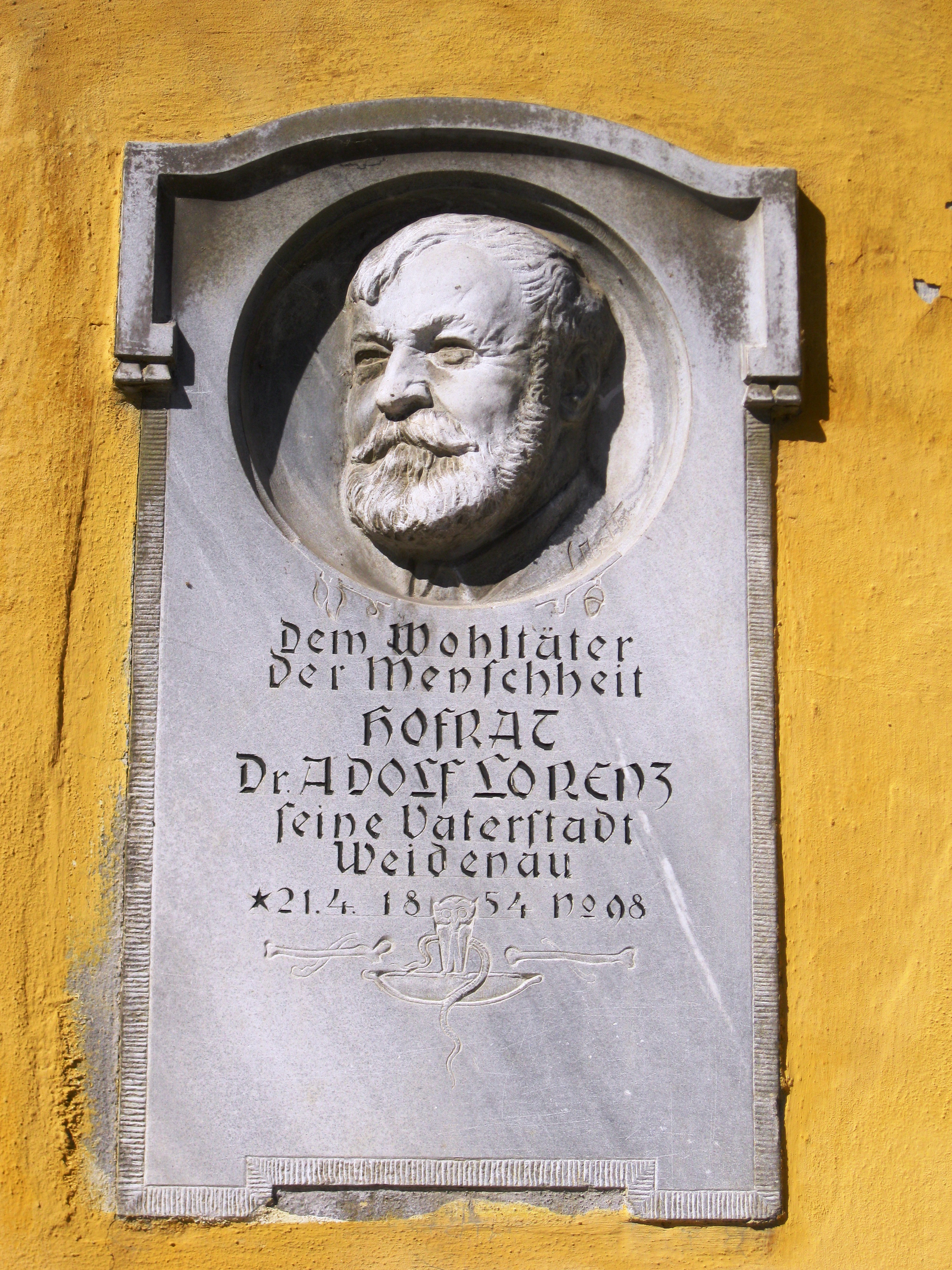
Pamětní deska Dr. Adolfa Lorenze Vidnava
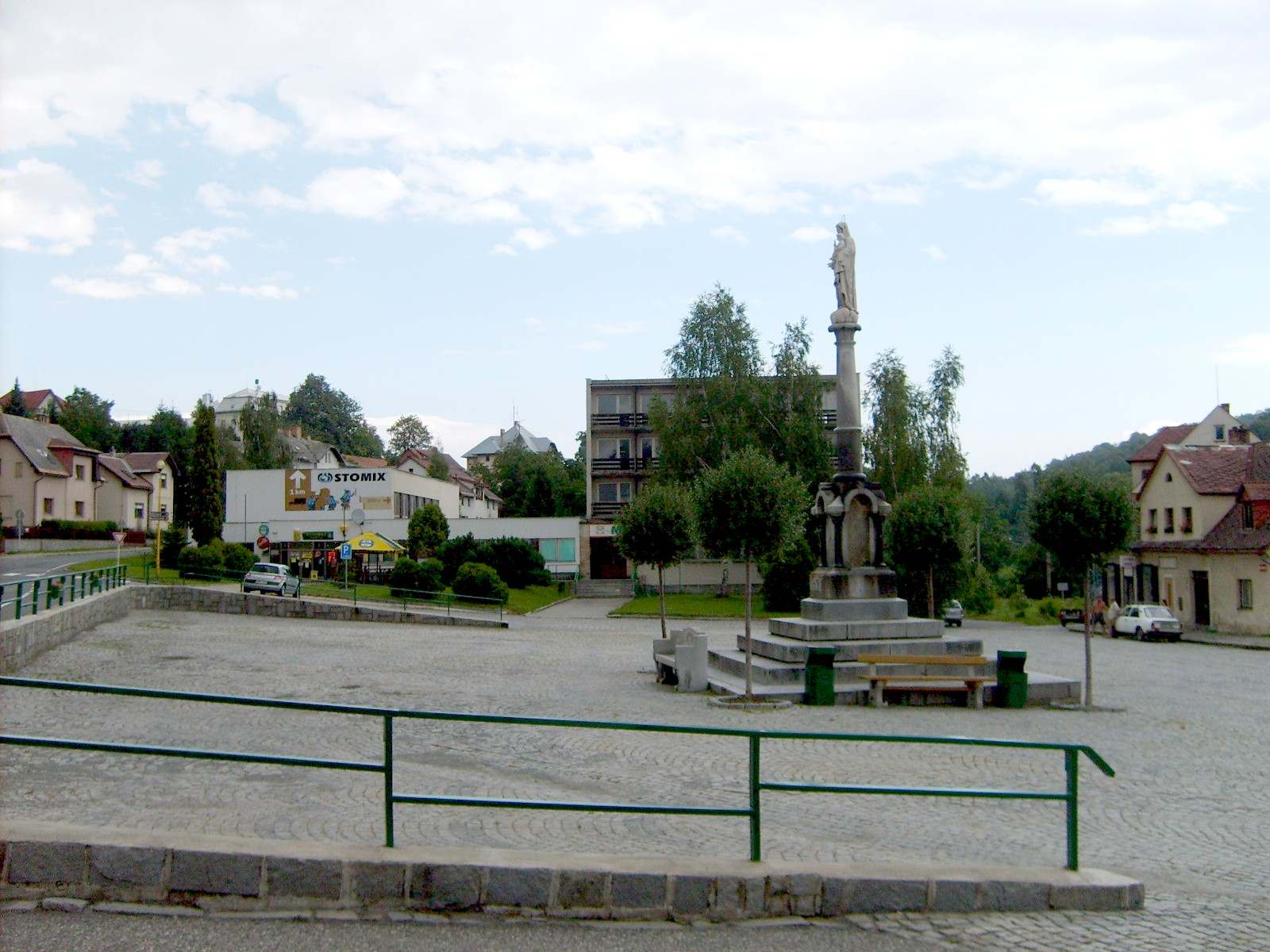
Mariánský sloup Žulová
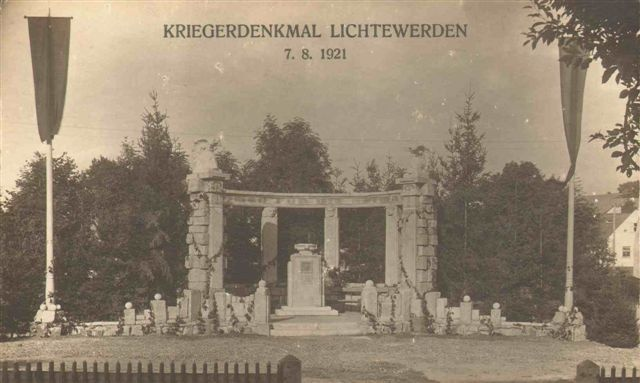
Nedochovaný válečný pomník Světlá Hora
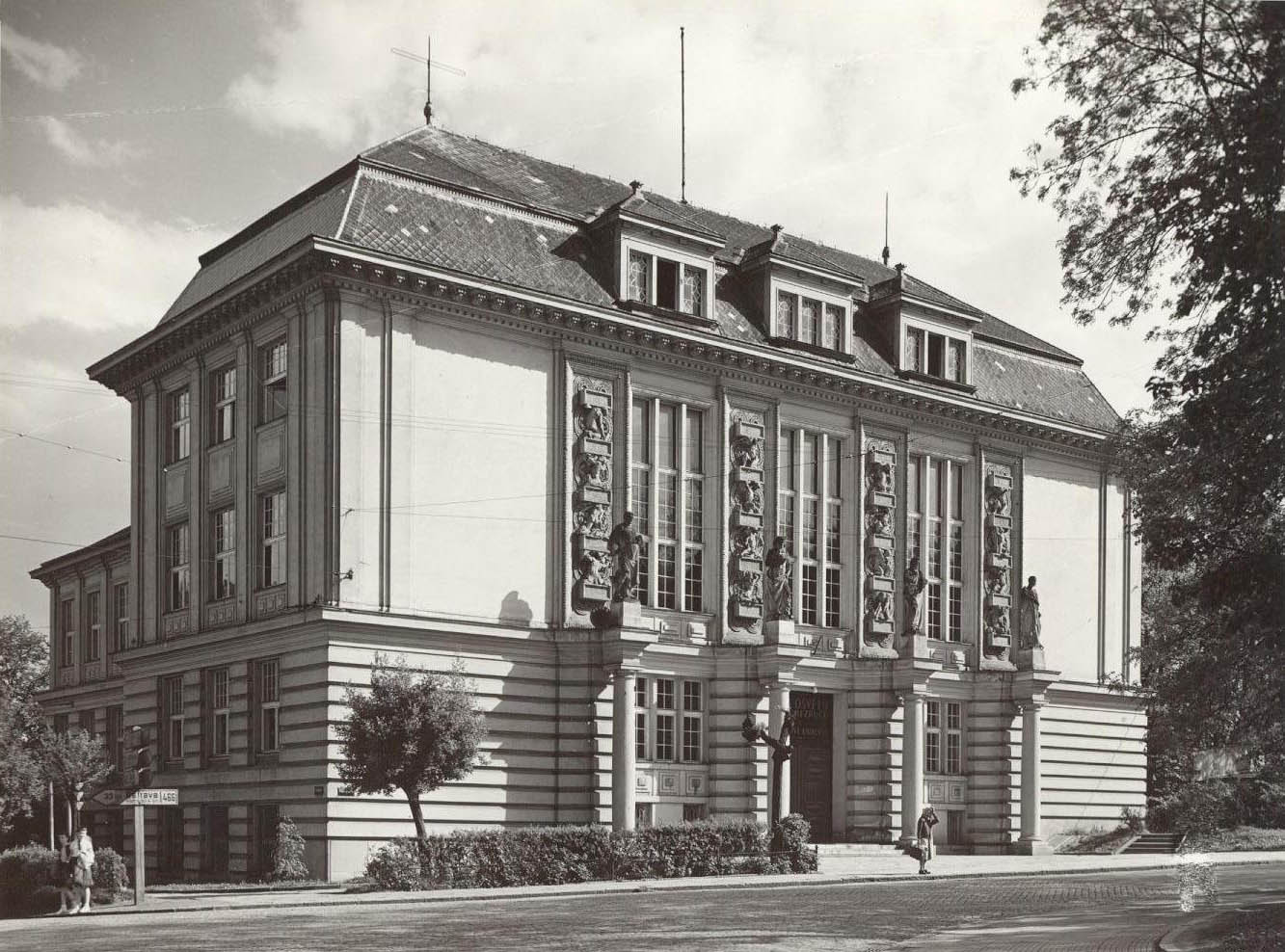
Sochařská výzdoba fasády Obchodní a živnostenská komora Opava
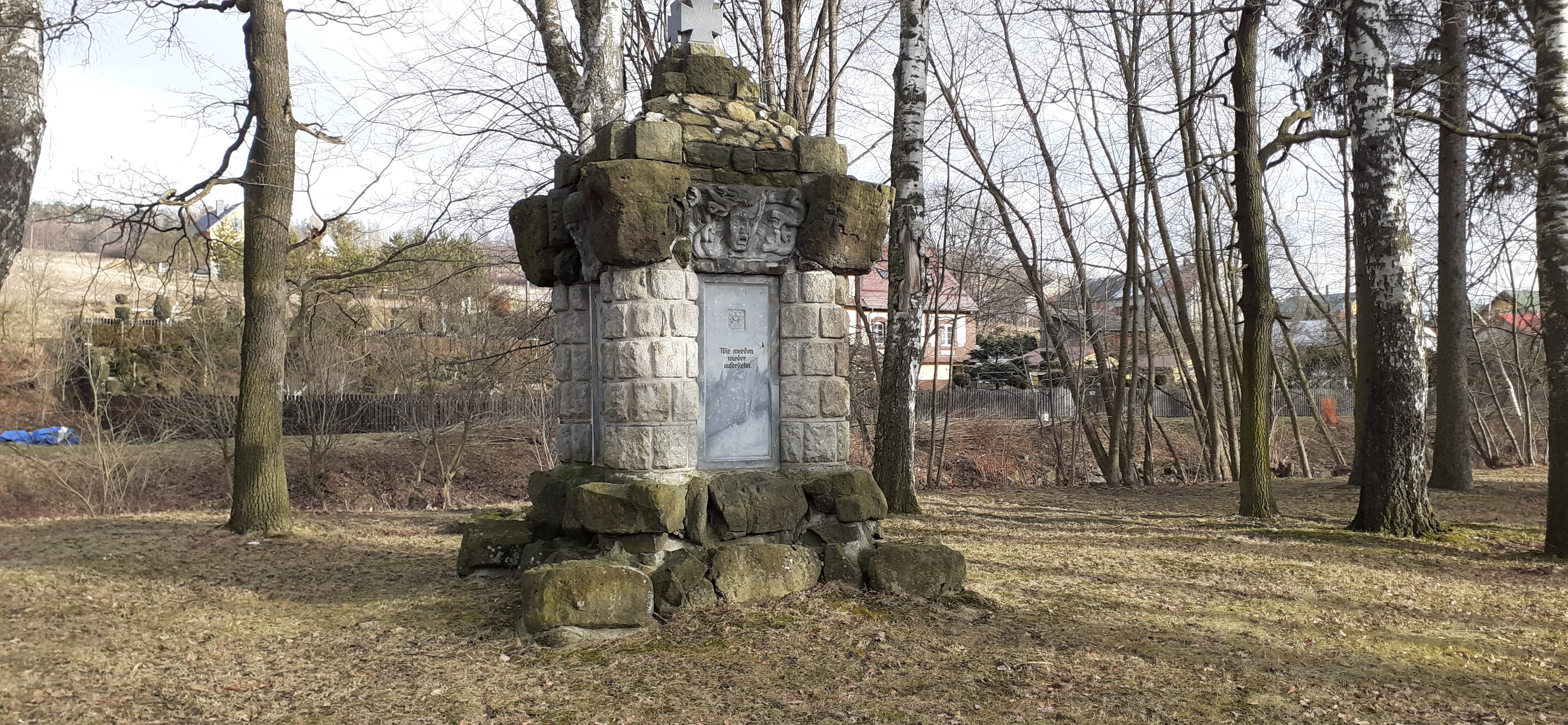
Opavice (Město Albrechtice) - pomník obětem první světové války